# ريناتا أدلر
ريناتا أدلر (بالإنجليزية: Renata Adler)‏‏ (19 أكتوبر 1938 في ميلانو - ) روائية، وصحفية، وكاتِبة من الولايات المتحدة.

## الجوائز
- زمالة غوغنهايم
- جائزة القلم للرواية
- جائزة أوليفر هنري [الإنجليزية]‏

## روابط خارجية
- ريناتا أدلر على موقع الموسوعة البريطانية (الإنجليزية)
- ريناتا أدلر على موقع روتن توميتوز (الإنجليزية)
- ريناتا أدلر على موقع إن إن دي بي (الإنجليزية)